# Caryer cordiforme
Carya cordiformis
Espèce
Classification phylogénétique
Répartition géographique
Le Caryer cordiforme (Carya cordiformis), est une espèce d'arbre de la famille des Juglandaceae. Elle est donc proche du noyer commun.  Il est aussi appelé caryer à noix amère, noyer amer et caryer dur.

## Habitat
Cette espèce d'arbres est originaire de l’Est de l’Amérique du Nord. Elle est présente depuis le Texas jusqu’au sud du Canada. Elle apprécie des sols fertiles, humides et avec un ensoleillement moyen. Elle est présente dans les bassins des cours d’eau où elle cohabite avec des chênes, des érables et des ormes. Elle supporte des températures jusqu’à –30 °C.
L’espèce a été introduite en Europe en 1689.

## Description
Elle pousse assez rapidement et atteint environ 5 mètres à 20 ans. Son bois dur, appelé parfois « hickory » est très apprécié pour sa qualité. L’arbre peut atteindre 35 mètres de haut (exceptionnellement 47 mètres) pour un diamètre de plus d'1 mètre. L’écorce reste lisse jusque 80 ans. Les bourgeons sont jaunâtres.
Les feuilles, imparipennées, longues de 20 à 30 cm possèdent 7 ou 9 folioles de 8 à 15 cm.
Le fruit (environ 2 cm de diamètre) est une drupe globuleuse qui protège un noyau. La noix du fruit est amère.

## Synonyme
- Juglans cordiformis Wangenh.